# الوطاة (العدين)

تعديل مصدري - تعديل

الوطاة محلة تابعة لقرية الاشعاب، التابعة لعزلة بني عوض بمديرية العدين إحدى مديريات محافظة إب في الجمهورية اليمنية، بلغ تعداد سكانها 75 حسب تعداد اليمن لعام 2004.